# Luděk Zdráhal
Luděk Zdráhal (* 12. září 1969, Prostějov) je bývalý český fotbalista, útočník.

## Fotbalová kariéra
Hrál za SK Prostějov, RH Znojmo, FC Drnovice, FC LeRK Brno, FC Baník Ostrava, Bohemians Praha, turecký Göztepe SK, SK Sigma Olomouc, FC Tescoma Zlín a 1. HFK Olomouc. V lize nastoupil v 80 utkáních a dal 9 gólů. V Poháru UEFA nastoupil za Olomouc ve 2 utkánich.